# Pattada
Pattada est une commune de la province de Sassari sur l'île de Sardaigne, en Italie.

## Administration
| Période                                  | Période  | Identité      | Étiquette | Qualité |
| ---------------------------------------- | -------- | ------------- | --------- | ------- |
| mai 2010                                 | mai 2015 | Mario Deiosso |           |         |
| Les données manquantes sont à compléter. |          |               |           |         |

### Hameaux
Bantine.

### Communes limitrophes
Benetutti, Buddusò, Bultei, Nughedu San Nicolò, Nule, Oschiri, Osidda, Ozieri.